# Ókeanovny

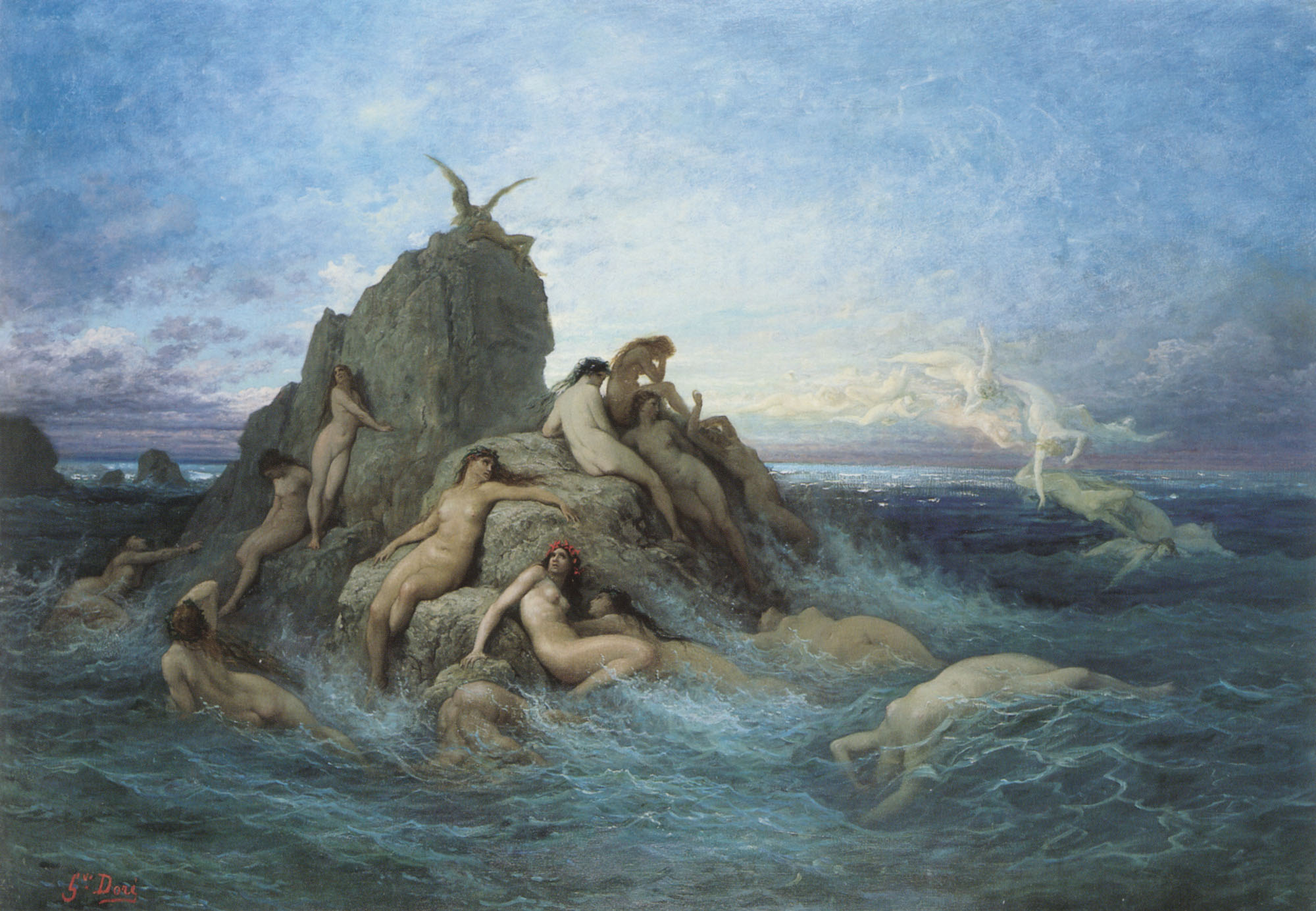
Gustave Doré – Ókeanovny

Ókeanovny nebo Ókeanidy jsou v řecké mytologii nymfy vnějších moří, bohyně či polobohyně. Všechny jsou dcerami Titána Ókeana a jeho manželky Téthys.
Mezi Ókeanovny patří: Dióna, Dóris, Élektra, Kallirhoé, Kalypsó, Klymené, Métis, Peithó, Perseis, Styx, Tyché a další. Všechny jsou zobrazovány jako krásné a také veselé dívky, až na Styx, která bývala vždy zasmušilá.